# Eva Maria Granados Galiano
Eva Granados Galiano (Barcelona, 6 de gener de 1975) és una política socialista, sindicalista i feminista catalana, secretaria Nacional del PSC i actual secretària d'estat de Cooperació Internacional des de finals de 2023.

## Biografia
Ha estudiat Ciències Polítiques i de l'Administració a la Universitat de Barcelona, un màster en Direcció Pública a Esade i és experta en mercat de treball i diàleg social per la Universitat Complutense de Madrid, en col·laboració amb l'Escola Julián Besteiro de la UGT. Ha estat vinculada a la Universitat de Barcelona en l'àmbit de recerca i Drets Humans i a la informació i dinamització de joves al Centre d'Informació i Serveis de l'Estudiant de Catalunya (CISEC).
És membre del patronat de la Fundació Rafael Campalans dedicada a la difusió del pensament socialista democràtic.

## Trajectòria politica
Ha estat membre de l'Associació de Joves Estudiants de Catalunya (AJEC).
Milita al Partit dels Socialistes de Catalunya des de 1999 a l'Agrupació de Pallejà de la Federació del Baix Llobregat.
Afiliada a la Unió General de Treballadors de Catalunya, ha estat membre del Secretariat Nacional de la UGT de l'any 2002 al 2010. Ha representat a la UGT com a consellera i vicepresidenta del Consell de Treball Econòmic i Social de Catalunya, al Servei d'Ocupació de Catalunya, al Pacte Industrial de la Regió Metropolitana de Barcelona i el Pla Estratègic Metropolità de Barcelona. També ha format part del Consell Econòmic i Social d'Espanya, del Servei Públic d'Ocupació Estatal i del Consell del Fons Social Europeu.
Al novembre de 2010 va ser elegida diputada del Parlament de Catalunya per la circumscripció de Barcelona escó que revalidà el novembre de 2012. Ha estat portaveu adjunta del grup socialista al parlament i de gener de 2013 fins a agost de 2015, data de dissolució de la X legislatura, portaveu de la Comissió de Benestar Social, Família i Immigració.
Des de desembre del 2011 és membre de l'executiva del PSC, primer liderada primer per Pere Navarro i des de juny de 2014 per Miquel Iceta, en la qual és responsable de Cohesió Social.
El març de 2015 va formar part de la Comissió Promotora de la Iniciativa Legislativa Popular de la Renda Garantida de Ciutadania recolzada per personalitats de l'àmbit de la cultura i més de 50 entitats socials, cíviques i polítiques per exigir al govern català la tramitació d'una proposició de llei sobre aquest tema efectuada per la via de urgencia.
Al juliol de 2015 es va anunciar que seria la número 2 a la llista del PSC que encapçalaria Miquel Iceta a les eleccions autonòmiques del 27 de setembre. A les eleccions al Parlament de Catalunya de 2017 i a les de 2021 fou reescollida diputada. En el catorzè congrés, celebrat en desembre de 2019, el partit va fer una aposta per aprofitar l'ensorrament de Ciutadans a les eleccions generals espanyoles de novembre de 2019 assumint part del seu discurs, nomenant Miquel Iceta com a primer secretari, Núria Marín rellevant Àngel Ros a la presidència i Eva Granados com a viceprimera secretària. Va deixar l'escó l'octubre de 2021 per esdevenir senadora al senat espanyol fins al gener de 2024.
El desembre de 2023 fou nomenada secretària d'estat de Cooperació Internacional.

## Publicacions
- 2001 Contracta i subcontracta d'obres i serveis. El cas de les empreses de serveis integrals de Dolors Llobet Maria, Rosa Bofill Benet, Eva Granados Galiano. Editat per la Generalitat de Catalunya[cal citació]
- 2005 La descentralització dels serveis públics d'ocupació. L'impacte de les polítiques actives d'ocupació a Catalunya de Eva Granados Galiano (coord.) i Núria Tuset Zamora. Ed. Generalitat de Catalunya[cal citació]